# 浴后 (1894年)
《浴后》（法語：Après le Bain） 是法国画家威廉·阿道夫·布格罗创作于1894年的一幅油画。现为私人收藏。

## 类似作品
- 浴女 (1870年)
- 浴女 (1879年)
- 浴后 (1875年)
- 两浴女 (1884年)
- 坐着的浴女 (1884年)